# Золотарёв, Антон Афанасьевич
Антон Афанасьевич Золотарёв (27 декабря 1904 года, с. Илек, Курская губерния — 24 февраля 1975 года, Москва) — советский военный деятель, полковник (3 ноября 1944 года).

## Начальная биография
Антон Афанасьевич Золотарёв родился 27 декабря 1904 года в селе Илек ныне Беловского района Курской области.
С 1924 года работал на сахарном заводе в городе Красная Яруга, а с октября 1925 года — инструктором в отделе землеустройства Белгородского уезда Курской губернии.

## Военная служба

### Довоенное время
25 октября 1926 года призван в ряды РККА и направлен в запасную роту при Грайворонском военкомате, откуда весной 1927 года направлен в пограничные войска, после чего зачислен в школу младшего начсостава в Киеве. Осенью 1927 года переведён в 16-й местный батальон, дислоцированный в г. Дзержинск (Нижегородская губерния), вскоре преобразованный в 20-й полк войск ОГПУ. В январе 1928 года направлен на учёбу в школу младшего начсостава при 21-м полку войск ОГПУ, дислоцированном в Туле, после окончания которой в октябре того же года вернулся в 20-й полк войск ОГПУ, где служил на должностях помощника командира взвода, старшины и командира взвода.
Осенью 1930 года направлен на учёбу в 1-ю школу пограничной охраны и войск ОГПУ имени К. Е. Ворошилова в г. Новый Петергоф, после окончания которой в апреле 1932 года направлен в 29-й полк войск ОГПУ, дислоцированном в Магнитогорске, в составе которого служил на должностях командира взвода, помощника командира дивизиона и старшего помощника начальника штаба полка.
В октябре 1938 года направлен в Ново-Петергофское военно-политическое училище пограничных и внутренних войск НКВД, где служил на должностях преподавателя и командира курсового батальона.
В 1941 году окончил заочный факультет Высшей школы войск НКВД.

### Великая Отечественная война
С началом войны капитан А. А. Золотарёв находился на прежней должности. В июле — августе личный состав училища был сведён в два батальона, которые 15 августа направлены на Северного фронта, где 17 августа поступили в распоряжение начальника штаба 42-й армии с целью выставить заслон в тылу рубежей, занимаемых 1-й (западнее Красного Села) и 2-й (западнее Красногвардейска) гвардейскими дивизиями народного ополчения. 2-й батальон под командованием капитана А. А. Золотарёва, усиленный сапёрной ротой из состава пограничных войск, развернулся на линии Хюльгизи — Пульево — Смольково — Дылицы — Алексеевка, прикрывая шоссе от Волосово на Красногвардейск. С 21 на 22 августа в районе Волосово батальон оказался в окружении, из которого вышел 2 сентября, после чего направлен на пополнение войск 42-й армии, а майор А. А. Золотарёв 6 сентября назначен на должность командира 2-го стрелкового полка в составе 1-й стрелковой дивизии войск НКВД, которая вела оборонительные боевые действия на правом берегу Невы в районе Шлиссельбурга.
В конце декабря 1941 года назначен на должность командира 1064-го стрелкового полка (281-я стрелковая дивизия), ведшей боевые действия в районе ст. Погостье. Вскоре полк передан в состав 177-й стрелковой дивизии и переименован в 483-й стрелковый.
В октябре 1942 года подполковник А. А. Золотарёв назначен на должность командира 39-й лыжной бригады, формировавшейся на станции Будогощь. По завершении формирования бригада была включена в состав 2-й ударной армии и затем принимала участие в боевых действиях в ходе операции «Искра».
27 января 1943 года подполковник А. А. Золотарёв назначен на должность заместителя командира 64-й гвардейской стрелковой дивизии, которая вскоре принимала участие в ходе Мгинской, Красносельско-Ропшинской и наступательных операций.
27 июня 1944 года назначен на должность командира 382-й стрелковой дивизии, ведшей боевые действия на Карельском перешейке. С сентября дивизия охраняла советско-финскую границу, а в апреле — мае 1945 года участвовала в боевых действиях против Курляндской группировки войск противника.

### Послевоенная карьера
После окончания войны полковник А. А. Золотарёв находился на прежней должности. В августе 1945 года дивизия была передислоцирована в Острогожск и включена в состав Воронежского военного округа.
В январе 1946 года направлен на учёбу в Высшую военную академию имени К. Е. Ворошилова, после окончания которой в марте 1948 года назначен на должность начальника штаба тыла Ленинградского военного округа, в мае 1951 года — на эту же должность в Центральной группе войск, однако уже в ноябре того же года вернулся на прежнюю должность в Ленинградский военный округ.
Полковник Антон Афанасьевич Золотарёв 19 марта 1957 года вышел в запас. Умер 24 февраля 1975 года в Москве.

## Награды
- Орден Ленина (13.06.1952);
- Четыре ордена Красного Знамени (05.12.1942, 08.12.1944, 05.11.1946, 30.12.1956);
- Орден Отечественной войны 1 степени (06.03.1944);
- Орден Красной Звезды (03.11.1944);
- Медали.